# Isola di Saunders (Sandwich Australi)

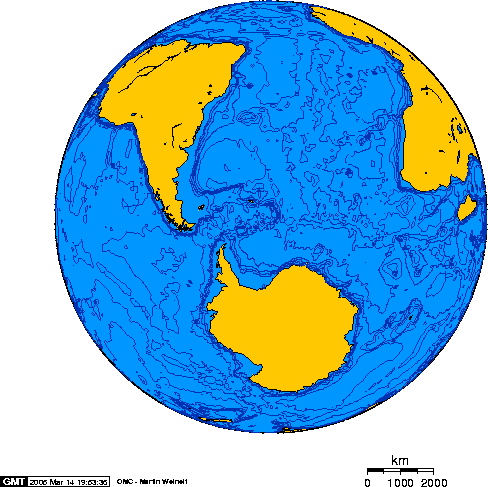
Proiezione ortografica posizionata sulla localizzazione delle Isole Sandwich Australi

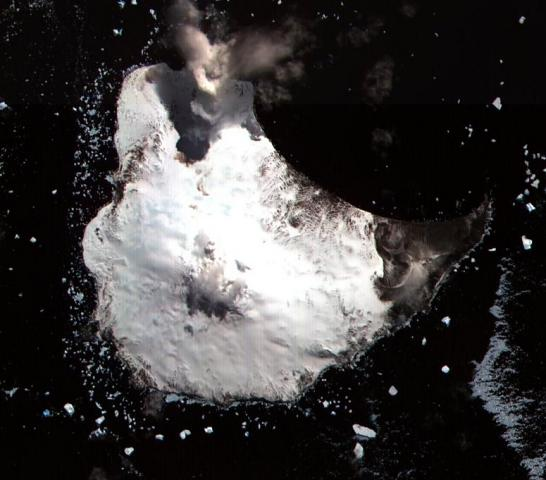

L'isola di Saunders è un'isola situata nell'Oceano Atlantico meridionale; fa parte dell'arcipelago delle isole Sandwich Australi, politicamente parte del territorio della Georgia del Sud e Isole Sandwich Australi, uno dei Territori d'oltremare britannici.
L'isola si trova tra l'isola Candlemas e l'isola Montagu, ha una superficie di 40 km² ed è disabitata. È costituita da uno stratovulcano attivo, il Mount Michael (843 m s.l.m.). nel quale si trova un lago di lava
L'isola fu scoperta nel 1775 da una spedizione britannica condotta da James Cook, che la intitolò in onore di Charles Saunders, che era stato Primo Lord dell'Ammiragliato nel 1766.